# 天主教鹿儿岛教区
天主教鹿兒島教區（拉丁語：Dioecesis Kagoshimaensis）是日本一個羅馬天主教教區，屬長崎總教區。主教為中野裕明 。

## 歷史

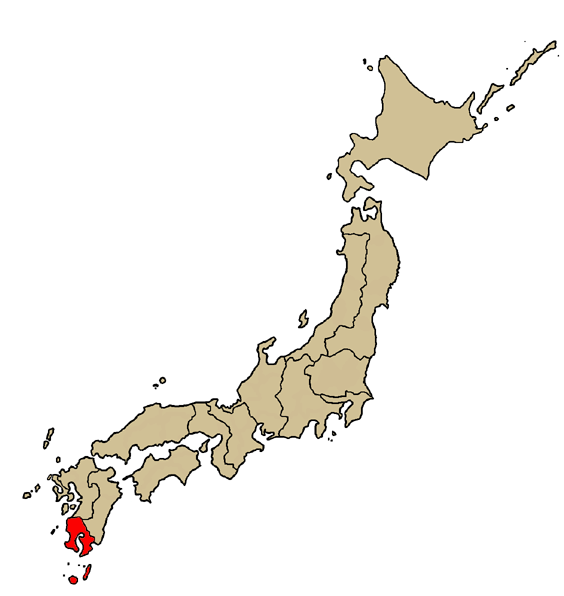
鹿兒島教區管轄範圍圖

1927年3月18日設監牧區，1955年2月25日升為教區。

## 現況
鹿兒島教區範圍包括鹿兒島縣。2004年有教友9,287人、29個堂區、46名司鐸。主教為中野裕明。